# سیارک ۳۴۵۶
سیارک ۳۴۵۶ (به انگلیسی: 3456 Etiennemarey، نامگذاری:1985RS2) سه هزار و چهارصد و پنجاه و ششمین سیارک کشف شده‌است که در ۵ سپتامبر ۱۹۸۵ کشف شد.
قدر مطلق سیارک برابر ۱۳٫۷۰ است.